# Kaitalampi (sjö i Outokumpu, Norra Karelen)
Kaitalampi är en sjö i kommunen Outokumpu i landskapet Norra Karelen i Finland. Arean är 37 hektar och strandlinjen är 7,89 kilometer lång. Sjön  ingår i Vuoksens huvudavrinningsområde.   Den ligger omkring 43 kilometer väster om Joensuu och omkring 350 kilometer nordöst om Helsingfors. 
I sjön finns ön Koivusaari. 